# Емануель Пуркинє
Емануель Пуркинє (чеськ. Emanuel von Purkyně; 17 грудня 1832 — 23 травня 1882) — чеський ботанік та метеоролог.

## Біографія
Пуркинє був сином відомого чеського вченого Яна Евангеліста Пуркинє (1787—1869).
Пуркинє вважається засновником чеської метеорології, так як за його ініціативою в Богемії була створена мережа метеорологічних станцій.
Емануель Пуркинє помер 23 травня 1882 року.

## Наукова діяльність
Емануель Пуркинє спеціалізувавася на дослідженні насіннєвих рослин.